# Marton cum Grafton
Marton cum Grafton est une paroisse civile du Yorkshire du Nord, en Angleterre.